# Rajkowo
Rajkowo is een plaats in het Poolse district  Policki, woiwodschap West-Pommeren. De plaats maakt deel uit van de gemeente Kołbaskowo en telt 190 inwoners.